# Distrito de Humay

Provincia de Pisco (Ica)

El distrito de Humay es uno de los ocho distritos que conforman la provincia de Pisco, ubicada en el departamento de Ica, en la Costa central del Perú. 
Desde el punto de vista jerárquico de la Iglesia católica forma parte de la Diócesis de Ica.

## Toponimia
El escritor Armando Rebatta Parra, sostiene que probablemente el nombre de Humay provenga del verbo quechua hum-may que significa "llevar con la cabeza".
Otra versión menos probable es que provenga de las palabras huma, en quechua "cabeza" y de la onomatopeya "ay" del castellano, que propone la historia de que en tiempos coloniales los pobladores iban a esta región a sanarse de los dolores de cabeza donde se curaba a base de hierbas.

## Historia
Fue creado mediante Ley del 25 de junio de 1855, en el gobierno del presidente Ramón Castilla.

## Patrimonio

### Arqueológico
- Tambo Colorado: Centro administrativo-militar que data de la época incaica (Horizonte tardío, 1440- 1532 d. C.). Su nombre se debe a la presencia de pintura roja, blanca y amarilla empleada para la decoración de sus paredes construidas en adobe. También llamado Puka Tampu está ubicado a la altura del km. 38 de la carretera Los Libertadores (PE-28A - Pisco-Ayacucho). El sitio arqueológico está conformado por seis grupos de edificaciones, distribuidas alrededor de una plaza trapezoidal. Es uno de los pocos monumentos arqueológicos cuyos muros se encuentran bien conservados y a la vez pintados de colores rojo, blanco y amarillo. La zona de visita turística se ubica en la parte central del conjunto. Otros sectores corresponden a diferentes áreas tales como: ceremonial, depósitos, viviendas, etc.

- La Gran Serpiente: geoglifo de 1600 m de largo con más de 5000 hoyos de entre 1 y 1.5 m de diámetro y 1 m de profundidad, representando la piel de la serpiente. Fue fotografiada en 1933 por Robert Shippee y publicada en National Geographic Magazine.[2]

### Natural
- Laguna de Morón: Cuerpo de agua ubicado en el desierto de California a la altura del km 20 de la carretera Libertadores (PE-28A - Pisco-Ayacucho) a una hora del pueblo de Bernales, el cual podría calificarse como un "oasis". Es una gran laguna como la Huacachina. Abunda la fauna ictiológica y aves, también se puede apreciar entre la flora a los toñuces, la totora, juncos, Etc. Probablemente el nombre de esta laguna, se debe a que en este lugar se refugiaba el bandolero José Morón Cabrera, quien era enemigo de los hacendados y justiciero de los pobres a principios del siglo XX.

## Autoridades

### Municipales
- 2015 - 2018
  - Alcalde: Claudio Pillaca Cajamarca
- 2011 - 2014[3]
  - Alcalde: Félix Román Pariona Huamán, del Movimiento Pisco No Se Detiene(PNSD).
  - Regidores: Pelagia Rojas Rivera (PNSD), Alberto Enrique Soto Loza (PNSD), Pedro Mariano Zúñiga Enciso (PNSD), Ana Virginia Sicha Aquise (PNSD), Porfirio Torres Tello (Alianza para la Reconstrucción).
- 2007 - 2010
  - Alcalde: Claudio Pillaca Cajamarca.

## Festividades
Humay sobresale por la festividades religiosas celebradas el 21 de junio y el 21 de noviembre, días del nacimiento y de la muerte de la sierva de Dios Luisa de la Torre Rojas, famosa por el apelativo popular de "La Beatita de Humay". La devoción a su figura es tal que muchos creyentes peregrinan a pie desde la ciudad de Pisco hasta Humay, distante a unos 30 kilómetros, a visitarla y cumplir las promesas hechas a ella cada año. Estas festividades constituyen también una gran atracción turística.
Otra fecha importante es la Fiesta de las Cruces, celebrada durante la segunda semana de mayo en diversos puntos de la provincia de Pisco.